# MJG
株式会社MJG（エムジェージー）は、東京都新宿区に本社を置き、接骨院、鍼灸院、整体サロン、スパサロンの経営、教育事業、FC事業、MJG接骨師会の運営、療養費審査請求代行サービスを展開した企業である。

## 概要
2011年6月に創業して2012年3月に法人へ改組した。「MJG接骨院」「MJG整体院」の屋号で展開する接骨院チェーンで、骨盤・深層筋・神経のゆがみを矯正するプログラム「PIMバランス」と称し、各種柔道整復術に加えて、交通事故・スポーツ事故など急性症状を違法に施術した。
新規出店に注力する一方で不採算店舗が急増し、高額で過度な割引回数券の販売、多額の役員報酬、社長である木崎優太の着服や横領銭などの乱脈経理と併せて経営状況が悪化した。「やせプログラム」で根拠なく体脂肪を減らせると宣伝して2019年11月18日に埼玉県から景品表示法違反（優良誤認）で再発防止を求める措置命令、売上の低下、金融機関の融資停止、などから会計が2019年11月で4期連続マイナスとなった。
労使関係も悪化し、2020年2月に社員が受け付け社員の雇い止めなどの労使トラブルや部位数水増しによる保険診療の不正請求や施術回数券の販売強要などを告発し、3月に給与遅配が頻発した。
2019新型コロナウイルス感染症蔓延で来店客が激減すると、金融機関に返済猶予を要請し、支援スポンサー求めて再建を企図したが、4月10日に、関連会社の株式会社フロンティアとともに東京地方裁判所へ破産を申請し、即日に負債総額43億8031万円で破産手続開始決定を受けた。
従業員は2020年4月15日付で解雇され、2020年4月1日に新卒で入社した120人も自宅待機のまま入社後15日で解雇された。1700人の給与は未払いで労働者健康安全機構による未払賃金の立替払制度を活用するが、新型コロナウイルスに伴う休業期間における未払い給与や2020年4月に新卒で入社した社員の給与は、支払うべき給与の48%が立替払い適用となる。破産管財人は元従業員の内939人に証明書を送付し、立替払請求書を返送した897人に立替払いを実施した。立替払いの対象外の部分は財団債権となる。
2019年11月に板野友美をイメージキャラクターに起用した際、板野友美と妹の板野成美へ資金を供与して社用車のポルシェ・マカンを貸与、板野姉妹の母親が経営するフランチャイズ店の赤字を補填など、社長の木崎による利益供与が破産手続開始決定後に明らかとなった。
関連組織であった一般社団法人PIMバランス整復協会は、2020年9月7日に東京地方裁判所から破産手続開始決定を受けた。木崎も2021年2月21日に東京地方裁判所から破産手続開始決定を受けた。
2020年10月7日に第1回債権者集会が催され、東京都労働委員会からMJGに対する不当労働行為救済申立事件が提起されていたことなどが明らかとなった。破産管財人は、木崎など元役員に対する役員責任を調査して結果によっては破産法第178条第1項に規定されている役員責任査定決定を下すとしていた。
公式サイトは破産管財人の管理となり、破産手続に関する情報は、2021年3月16日に旧企業情報サイトから旧サービスサイトへ移動された。
MJGは、2021年12月22日に東京地方裁判所から破産手続廃止決定を受けた。そして2022年1月31日に法人格が消滅した。

## 店舗
経営破綻時点で直営99店、フランチャイズ84店、計183店舗を運営し、新型コロナウイルスの影響で臨時休業中の店舗もあった。破産管財人は、直営店舗のうちで関東地方の19店舗を2020年5月14日までにaprecioへ譲渡し、直営店6店舗を他社へ譲渡した。譲渡対象外の73店舗は破産手続開始決定と同時に閉店した。フランチャイズ店は22店舗がMJGから独立して営業を継続しているが、62店舗は閉店した。